# Giro del Piemonte 1961
Il Giro del Piemonte 1961, cinquantaduesima edizione della corsa, si svolse il 18 giugno 1961 su un percorso di 241 km. La vittoria fu appannaggio dell'italiano Angelo Conterno, che completò il percorso in 6h08'00", precedendo il belga Jos Hoevenaers ed il connazionale Giovanni Pettinati.
Sul traguardo di Torino 43 ciclisti, su 86 partiti dalla medesima località, portarono a termine la competizione. La gara fu segnata dalla morte, a seguito di malore, del corridore valdostano Bruno Busso, in forza alla Europhon.

## Ordine d'arrivo (Top 10)
| Pos. | Corridore          | Squadra        | Tempo    |
| ---- | ------------------ | -------------- | -------- |
| 1    | Angelo Conterno    | Baratti-Milano | 6h08'00" |
| 2    | Jos Hoevenaers     | Ghigi          | a 40"    |
| 3    | Giovanni Pettinati | Torpado        | s.t.     |
| 4    | Adriano Zamboni    | Molteni        | a 2'25"  |
| 5    | Dino Bruni         | Ignis          | s.t.     |
| 6    | Marino Fontana     | San Pellegrino | s.t.     |
| 7    | Silvano Ciampi     | Philco         | s.t.     |
| 8    | Nino Defilippis    | Carpano        | s.t.     |
| 9    | Dino Liviero       | Torpado        | s.t.     |
| 10   | Vito Favero        | Torpado        | s.t.     |